# 迪基圖
迪亞哥·福爾加·杜美爾（西班牙語：Diego Folgar Toimil，簡稱Dieguito，1983年1月6日—），生於西班牙維戈，西班牙足球運動員，司職前鋒。

## 球員生涯
迪基圖生於西班牙維戈，於奧維耶多B隊及維拉利爾B隊出道，在2012年轉投西班牙第四級聯賽球會拿列坦卡體育會，直至2012年8月來港加盟甲組球會南區，在2012年9月1日首場代表南區的港甲賽事正選上陣作客對流浪，在該場賽事第58秒迪基圖便替球隊取得升上甲組後第一球，但最後對手流浪以3–1勝出該場賽事。2014年5月尾，南區宣佈不參加來屆新成立的香港超級聯賽幾日後YFC澳滌宣佈羅致迪基圖及其隊友魯賓，迪基圖於2015年9月加盟標準流浪並於2016年4月16日以5–2反勝夢想駿其的足總盃8強取得加盟後的首個入球。他在2016年8月回歸冠忠南區並在2月11日作客理文流浪的菁英盃半準決賽，在加時上半場12分鐘取得加盟後的首個入球協助冠忠南區最終以4–2淘汰對手。

## 個人榮譽
2013年1月23日，迪基圖獲得Now.com選舉為該周港甲聯賽最佳十一人（1月18至20日）

## 外部連結
- 香港足球總會網頁球員註冊資料 （页面存档备份，存于）